# رزیدنت ایول: تاریکی بی‌انتها
رزیدنت ایول: تاریکی بی‌انتها (به انگلیسی: RESIDENT EVIL: Infinite Darkness)  یک مجموعه اینترنتی پویانمایی رایانه‌ای به روش پویانمایی شبکه اصلی است که براساس سری رزیدنت ایول توسط کپ‌کام ساخته شده‌است. در این مجموعه شخصیت‌های اصلی نسخهٔ رزیدنت ایول ۲ یعنی کلر ردفیلد و لیان اس. کندی حضور دارند. تاریکی بی‌انتها توسط تی‌ام‌اس انترتینمنت تولید شده‌است، و در ۸ ژوئیه ۲۰۲۱ به تعداد ۴ قسمت از نتفلیکس در دسترس قرار گرفت.

## تولید
پیش از زمان رونمایی اصلی، نتفلیکس پرتغال در توییتر خود با انتشار یک توئیت "تیزر تریلر یک فیلم پویانمایی رایانه‌ای" را منتشر کرد اما پس از مدت کوتاهی این توییت را حذف کرد. تاریکی بی‌انتها به‌طور رسمی در توکیو گیم شو ۲۰۲۰ به عنوان یک سری پویانمایی رایانه‌ای توسط تهیه‌کننده اجرایی آن، هیرویوکی کوبایاشی اعلام شد.
تولید سریال توسط تی‌ام‌اس انترتینمنت و با همکاری Quebico انجام شده‌است.

## دیگر رسانه‌ها

### رمان
در اکتبر سال ۲۰۲۰، شرکت توزیع کننده آمریکایی توکیوپاپ یک رمان گرافیکی «به سبک مانگا» را بر اساس این مجموعه اعلام کرد که در کنار انیمه منتشر خواهد شد.